# トルコのスルタンへ手紙を書くザポロージャ・コサック
『トルコのスルタンへ手紙を書くザポロージャ・コサック』（トルコのスルタンへてがみをかくザポロージャコサック、露: Запорожцы）は、イリヤ・レーピンが1880年から1891年の期間に描いた絵画。日本語訳では『ザポロージャ・コサックの返書』、『ザポロージャのコサック』などの名称もある。
ロシア近代絵画の画家であるレーピンは、ロシア帝国時代のウクライナのハルキウ出身で、ウクライナを題材とした作品も残した。本作品では、降伏を求めるオスマン帝国に対して、ザポロージャ・コサックが嘲笑を込めた手紙で応じたという17世紀の伝承をもとにしている。10年以上をかけて制作されており、レーピンの後期の代表作の一つである。ロシア皇帝アレクサンドル3世が購入したのちに ロシア美術館に所蔵された。
自由を尊ぶコサックを描いた本作品は、ウクライナの象徴として発表当時からウクライナで人気を呼んだ。ポピュラーカルチャーやインターネットミームの題材になっており、オマージュ作品も作られている。

## 背景

### 題材

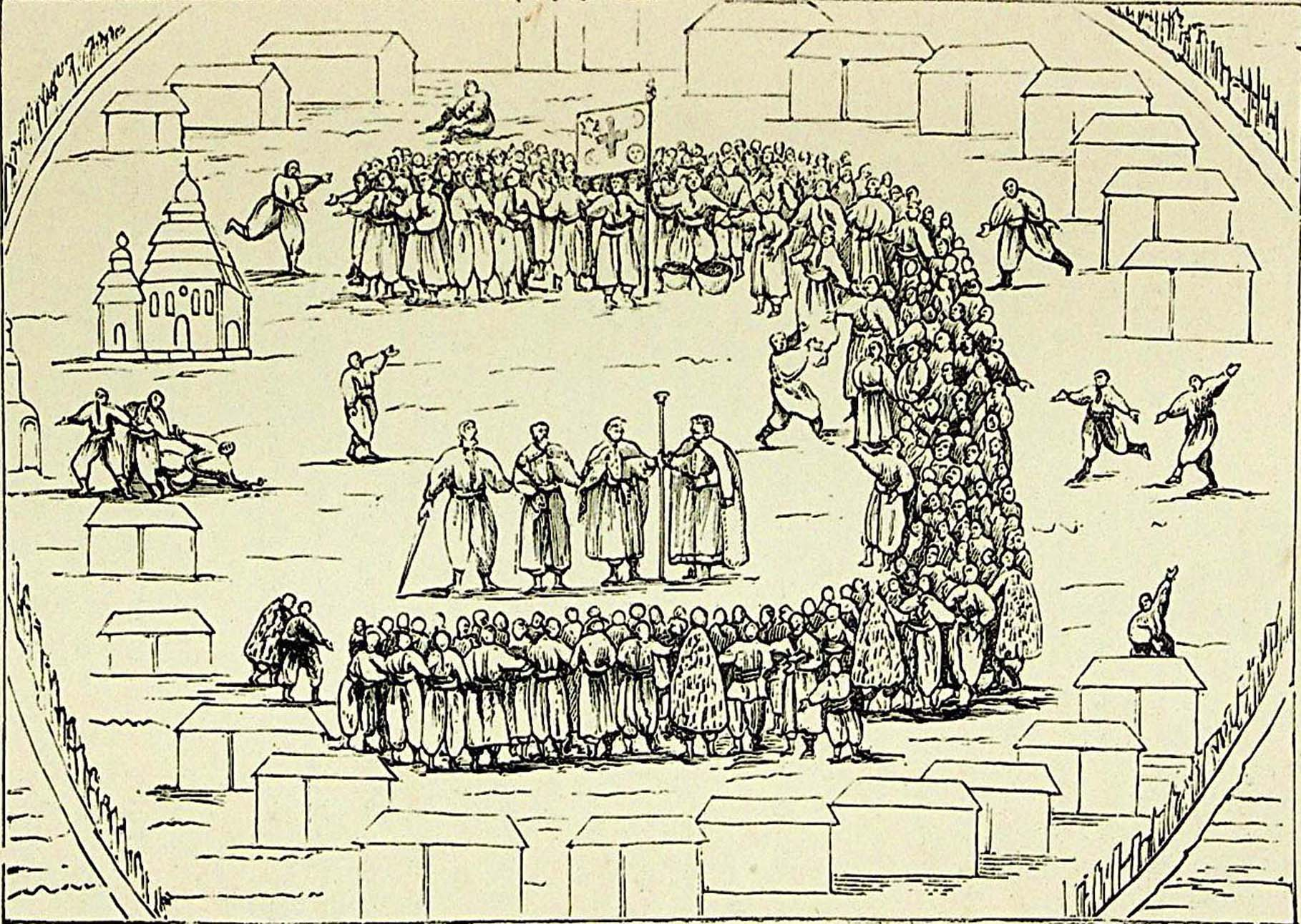
ザポロージャ・コサックのラーダ（集会）

コサックとはテュルク語の「群を離れた者」を起源にもち、武力を基盤とする生活を営み自由を重視する人々を指す。15世紀末からウクライナ出身のウクライナ・コサックが現れ、自主独立の集団として勢力を拡大した。その中でもドニプロ川沿いに居住したコサックは、「早瀬の向こう側」を意味するザポロージェ（現ザポロージャ）に由来するザポロージャ・コサックと呼ばれた。
コサックは自由を尊ぶウクライナ人の精神的な象徴となった。コサックの拠点であるザポロージャのシーチでは身分差別はなく、ラーダと呼ばれる集会に全員が参加できた。ザポロージャ・コサックの指導者だったドミトロ・ヴィシネヴェツキー（1517年 - 1663年）は、オスマン帝国に隷属を要求されたが拒絶し、鉤吊りの刑に処されながら3日間ののしったといわれている。16世紀後半になるとザポロージャ・コサックは数千人の規模でクリミア・ハン国やオスマン帝国への遠征を行い、周辺諸国に注目される存在となった。
オスマン帝国では、ウクライナ出身のトゥルハン・スルタンを母親に持つメフメト4世が、1648年に7歳で即位した。メフメト4世は指導力に欠け、趣味の狩猟に熱心で首都イスタンブルを不在にすることが多かった。母のトゥルハンはメフメト4世の後見として権力を持ち、トゥルハンが宰相に抜擢したキョプリュリュ・アフメト・パシャは戦功をあげた。1672年にキョプリュリュ・アフメトは8万人の軍勢をウクライナ南西部に送った。ポーランドの支配を警戒した黒海沿岸のコサックに要請されたというのが進軍の理由で、オスマン軍はウクライナ南西のボドリアを領土としてポーランド軍に勝利し、1670年代にオスマン帝国の領土は最大となった。しかし、この遠征でもメフメト4世は狩場で長い休息をとっていた。
本作品は、1676年にザポロージャ・コサックがメフメト4世に手紙で応えたという伝承にもとづいている。伝承によると、メフメト4世はコサックに対して降伏を求め、オスマン帝国の臣民になるように勧告をしたが、コサックは嘲笑を込めた手紙で返答をしたとされている。手紙にはいくつかのバージョンが存在し、いずれも偽書とする説が有力となっている。

### 社会
ウクライナ東部では17世紀にコサックによってヘトマン国家が成立したものの、18世紀にはロシア帝国に併合され、ザポロージャ・シーチが破壊されてロシアの植民地となった。19世紀には、ロシアからの政治的な独立ではなく文芸や芸術を通してウクライナの民族的な特徴を明らかにする運動が起きた。東欧最初の高等教育機関であるキーウ・モヒーラ・アカデミーがあり、ウクライナ・バロックを経ていたウクライナは文化的な先進地域であり、ウクライナ出身の芸術家はロシア帝国のサンクトペテルブルクを中心として活躍した。
他方、ロシア帝国はウクライナ語による出版、教育などの文化活動を禁止するエムス法を制定し、ウクライナ出身者に動揺を与えた。エムス法によって表現の幅は狭まり、ロシア帝国からの分離を想起させる表現は当局によって監視された。コサックは『イストーリヤ・ルーソフ』などの文芸作品によって勇猛さが表現され、ウクライナ出身者に注目された。コサックを題材にした同時代の絵画としては、ポーランドのユゼフ・ブラントの『ザポリッジャ』（1885年-90年頃）、ウクライナのセルヒー・ヴァシリキウシキーの『大草原のコサック』（1890年）や『配置につくザポロージャ・コサック』（1890-1900年）などがある。ヴァシリキウシキーは、ウクライナの歴史的な空間を担う役割としてコサックを選び、歴史認識や民族性を明示しない風景画を描いた。本作品はコサックを主題とした歴史画だが、ロシアからの分離運動を直接には表現していない。

### 作者
ロシア近代絵画の巨匠とも呼ばれるレーピンは、ウクライナのハルキウ出身であり、サンクトペテルブルクの美術界で頭角を現した。下層労働者として扱われた船曳きを題材にした『ヴォルガの船曳き』（1870年 - 1873年）などで評価され、芸術性と民衆性を写実的に表現した。パリでの留学中も故郷を忘れることはなく、『ウクライナの少女』（1875年）や『藤棚のそばのウクライナの少女』（1876年）を描いている。
レーピンは、友人で庇護者のムスチラーフ・ヴィクトロヴィッチ・プラーホフ（Мстислав Викторович Прахов）とアドリアン・ヴィクトロヴィッチ・プラーホフの兄弟からロシア語、ドイツ語や芸術・歴史を教わり、文芸作品にも触れた。ニコライ・ゴーゴリ（ウクライナ語ではミコラ・ホーホリ）をはじめとするウクライナの作家の作品を読み、ウクライナの伝統的な叙事詩のドゥマにも通じていた。レーピンはムスチラーフの薦めでウクライナの歴史家ミコーラ・コストマーロフの著作を読んで興味を持ち、ザポロージャ・コサックを描こうと着想した。
レーピンは、友人の美術評論家ウラディーミル・スターソフへの手紙で、次のようにザポロージャ・コサックを評価した。

## 作品

### 制作

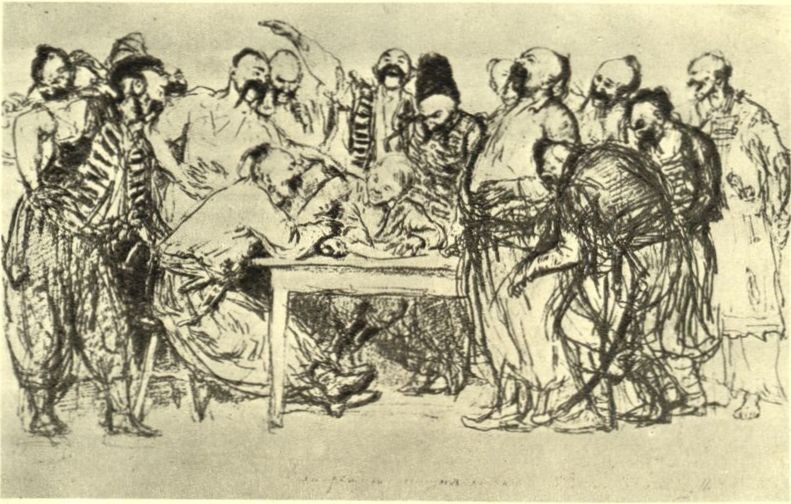
レーピンが初めてザポロージャ・コサックを描いた1878年のデッサン

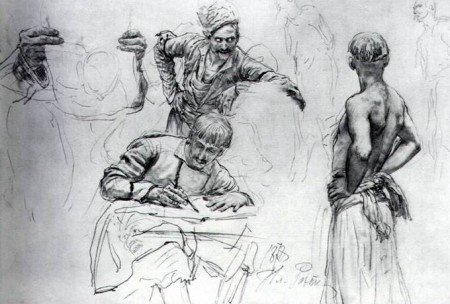
1878年のスケッチ

レーピンは1878年7月26日に初めてザポロージャ・コサックを鉛筆で描き、36歳当時の1880年から本作品の制作を始めた。コストマーロフの家を訪問してザポロージャ・コサックの風俗や歴史を研究し、教え子でもある画家ヴァレンティン・セローフと共にウクライナを旅行することを決意する。旅程表は、レーピンの計画を聞いたコストマーロフが作成した。
レーピンとセローフは1880年5月から9月までヴォルガ川とドニプロ川を旅し、ザポロージャの他にキーウやオデーサも訪れ、博物館で衣服、工芸品、武器、風景、人物、食器などをスケッチした。ウクライナ文化の有力な庇護者であるヴァシーリー・V・タルノフスキーにも会い、タルノフスキーのコレクションを絵の素材とした。ウクライナ旅行の成果は『コサック』（1880年）や『ヘトマン』（1880年）などの作品にも表れている。『夕べの宴』（1881年）などの習作も描いており、それらと区別ができないスケッチもある。
レーピンはモスクワに引っ越したあとも制作を続けた。1885年にはウクライナの考古学者・歴史学者でザポロージャ・コサックを研究していたドミトロ・ヤヴォルニツキーに会いに行った。レーピンとヤヴォルニツキーは親交を深め、ヤヴォルニツキーはザポロージャ・コサックに関する資料をレーピンに提供し、レーピンはヤヴォルニツキーの著書に挿絵を描いた。ヤヴォルニツキーは1889年にザポロージャ・コサックの概説史を出版し、その中にはコサックの手紙についての章も含まれていた。ヤヴォルニツキーは、タルノフスキーと共にレーピンの旅行に同行することも望んだが、学業があったために実現していない。のちにヤヴォルニツキーは本作品で描かれる人物のモデルにもなった。
レーピンは『クルスク県の十字架行進』（1880年-1888年）や『思いがけなく』（1884年-1888年）などの作品と併行して断続的に制作を続け、47歳となった1891年に完成した。レーピンは自伝風の文章を書いており、『ヴォルガの船曳き』の制作については回想を残しているが、本作については書いていないため、制作事情は書簡が資料とされている。

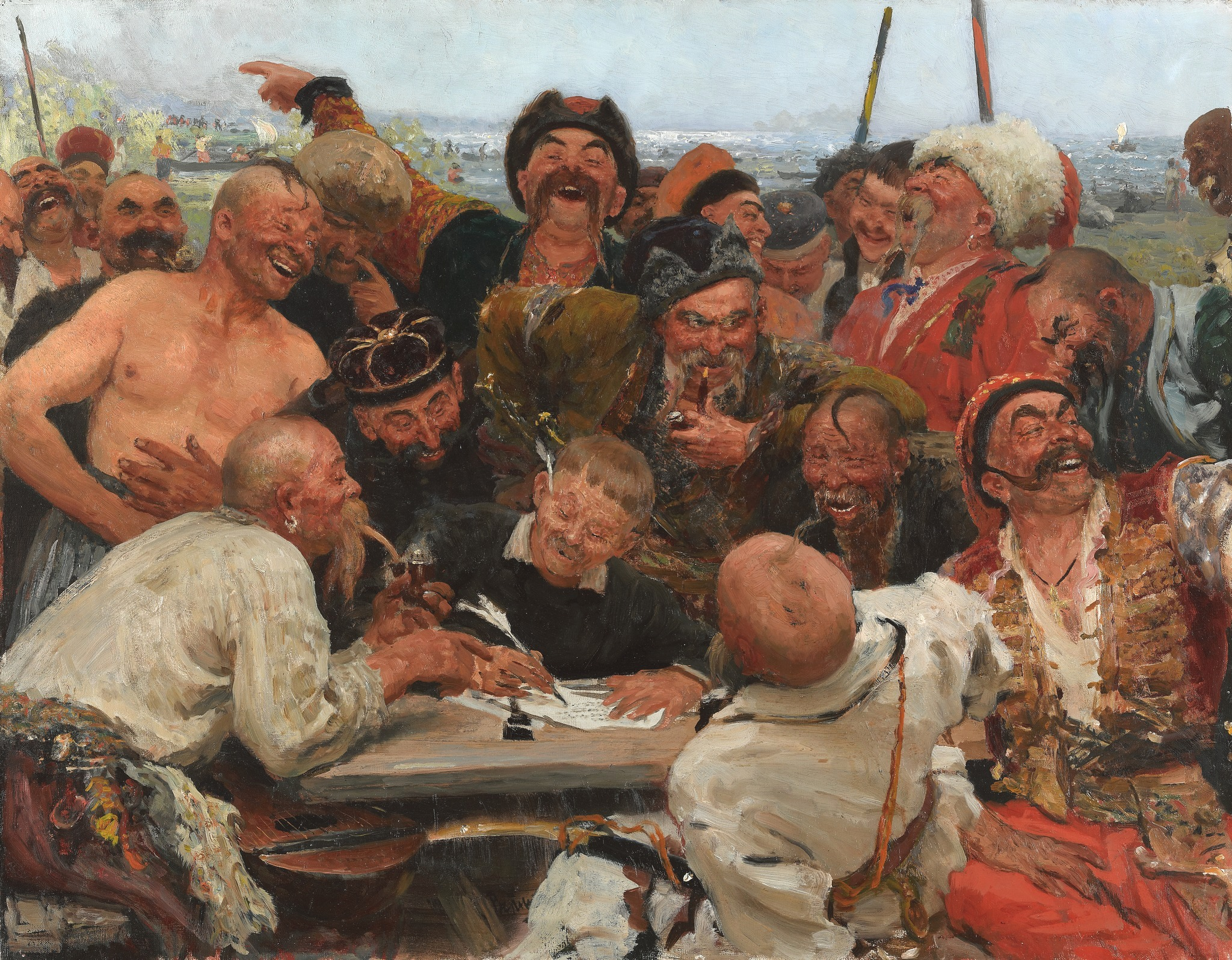
1880年に描かれた初期のバージョン。トレチャコフ美術館所蔵

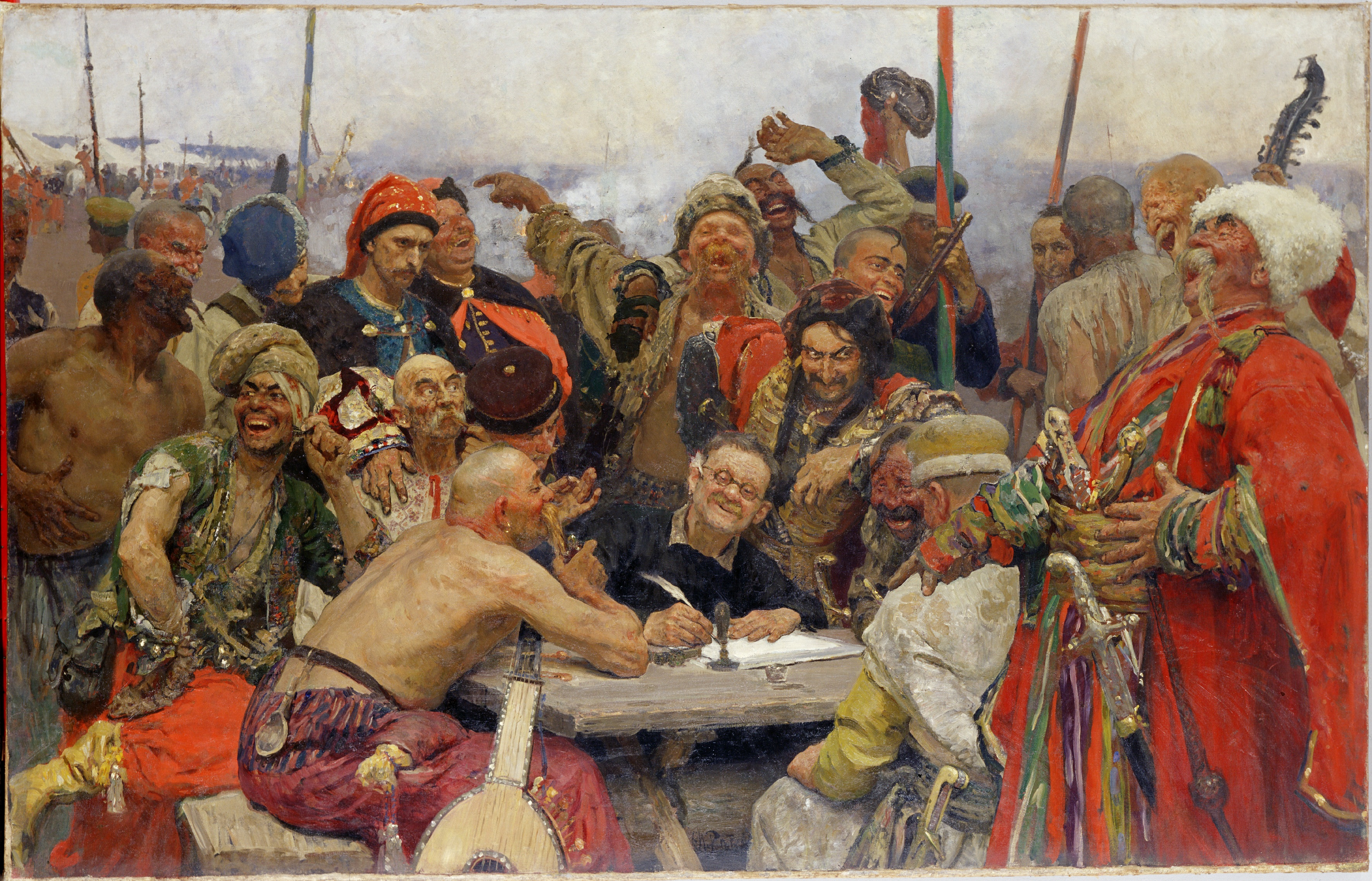
1893年に描かれた別バージョン。ハルキウ美術館所蔵

### 構図
前述の通り17世紀の伝承「オスマン・トルコのスルタンとコサックの往復書簡」をテーマとして制作されており、戸外のテーブルに集合し、オスマン・トルコの王に返書するザポロージャ・コサックたちを描いている。
画面中央でパイプを持つ頭目（アタマン）が、左の書記にオスマン帝国あての返書を口述させており、罵詈雑言を聞きながら周囲の人々が笑っている。16人以上の人物がテーブルを囲むようにしており、手紙をめぐってさまざまな笑いの表情を浮かべている。コサックはそれぞれ時代が異なる服装を身につけ、顔かたちも多様である。それぞれの人物は個性的に、色彩豊かに描かれており、石井ロシア絵画美術館館長の石井徳男は、「真実が写実されている説得力がある」と評している。

### 別バージョン
ヤヴォルニツキーは、ザポロージャ・コサックの子孫が住んでいたクバーニと北コーカサスへ行くようにとレーピンに助言をした。1880年後半にその地を旅行したレーピンは、1893年に本作品の別バージョンを描いた。登場人物は基本的に変わらないが、色彩がより鮮明になっている。この絵はロシアの美術蒐集家のパーヴェル・トレチャコフが購入し、のちにトレチャコフのコレクションからハルキウ美術館に移った。2022年にハルキウがロシア軍の攻撃を受けた際には美術館から運び出された。
書記官を取り巻く人物の立ち位置に大きな手が加えられており、特に観覧者に背を向けている人物を取り去ったことで、より開放的な構図へと変化している。美術家のオルガ・デニセンコは、この絵はサンクトペテルブルク版のアカデミックな構図と異なり、日常的でリラックスして描かれていると論じている。

### 人物
モデルになったのは、ウクライナの農民、ウクライナで有名な人物、レーピンの友人などだった。
| 人物 | モデルとなった人物の肖像 | 説明 |
|      |                          | 半裸のコサックの背中に手を置いている人物は、ポーランド系ロシア人の画家ヤン・ツィオングリンスキーがモデルになっている。 |
|      |                          | 笑っている長身の若い男性は、作曲家のミハイル・グリンカの甥がモデル。 |
|      |                          | 頭に包帯をしている人物は、オデーサの画家のニコライ・クズネツォフがモデル。 |
|      |                          | 左側にいる黒い帽子の人物は、ウクライナ文化の庇護者だったヴァシーリー・V・タルノフスキーがモデルであり、キーシュのオタマーンだったペトロー・コナシェーヴィチ・サハイダーチヌイのような帽子をかぶっている。 |
|      |                          | 書記の左にいる人物は、ポルタヴァ出身の画家ポルフィリー・マルティノヴィッチ（Porfyriy Martynovych）のデスマスクをモデルにしている。マルティノヴィッチは生前にサンクトペテルブルク美術大学で石膏の仮面を作る練習をした際、笑みを浮かべた作品を作った。その仮面の笑みがレーピンの興味をひき、本作品に採用された。                                                       |
|      |                          | 画面中央でパイプを持つ人物は、キーシュのオタマーンと呼ばれる指導者で50回の戦いに勝利した伝説の持ち主であるイヴァン・シルコをもとにしている。レーピンはシルコのモデルになる人物を決めるのに長い時間をかけ、ウクライナ出身のロシア帝国軍将軍だったミハイル・ドラゴミロフを選んだ。レーピンはドラゴミロフの肖像画も描いている。                                         |
|      |                          | 右側で腹を抱えて笑っている赤い服の人物は、ゴーゴリの小説『タラス・ブーリバ』の主人公をもとにしており、外見のモデルはサンクトペテルブルク音楽院の教授Alexander Ivanovich Rubetsだった。別のバージョンでは、ジャーナリストのウラジーミル・ギリャロフスキーがモデルとなっている。                                                                                       |
|      |                          | タラス・ブーリバの左にいる黄色い帽子の人物は、音楽家のフョードル・ストラヴィンスキーをモデルにした。フョードルはマリインスキー劇場のソリストを務め、作曲家イーゴリ・ストラヴィンスキーの父にあたる。 |
|      |                          | 鑑賞者に背を向けて座る人物のためにレーピンは印象的な後頭部と禿頭のモデルを探し、ゲオルギー・アレクセーエフ（Georgi Alekseyev）を選んだ。アレクセーエフはロシア皇帝の侍従長であり、当初はレーピンの依頼を断った。しかしレーピンはアレクセーエフの後頭部を密かにスケッチして作品に使用し、のちに本作品を見たアレクセーエフは自分がモデルであると気がつき不快になった。 |
|      |                          | 画面中央で口述をもとに手紙を書いている書記は、考古学者・歴史学者のドミトロ・ヤヴォルニツキーがモデルになっている。 |

### 衣服、物品
人物のモデルにもなったヴァシーリー・V・タルノフスキーは、コサックについてのコレクションを所有していた。コレクションには、コサックの指導者ヘチマンであるボフダン・フメリニツキーのサーベルや、イヴァン・マゼーパの持ち物など貴重な品々があり、本作品の素材となった。
タルノフスキーの他に、ヤヴォルニツキーや博物館のコレクションも素材に使われた。ヤヴォルニツキーが提供した物品には、武器、ブーツ、煙管、そして強い古酒であるホリルカの入ったデキャンタがあった。独立後のウクライナ国旗の配色に使われている青黄旗をはじめとする軍旗も描かれている。

## 評価、影響
本作品は美術家に高く評価され、特にウクライナで人気を呼んだ。ロシア国内だけでなくミュンヘン、ストックホルム、ブダペスト、シカゴの展覧会でも成功をおさめ、ロシア皇帝アレクサンドル3世が35,000ルーブルで購入した。レーピンはその金でヴィテプスク県に地所ズドラヴニョーヴォを入手して、1890年代の夏はしばしばその地ですごした。1917年のロシア革命後は、サンクトペテルブルクの国立ロシア美術館に収蔵された。本作品は、ソヴィエト連邦の時代も人気を獲得した。
ウクライナは1991年にソ連から独立した。2014年に起きた尊厳の革命では、親ロシア的なヴィクトル・ヤヌコーヴィチ大統領に抗議する人々が、デモのプラカードに本作品を使った。第6代ウクライナ大統領のウォロディミル・ゼレンスキーがコメディ俳優時代に出演したドラマ『国民の僕』（2016年 - 2019年）ではオープニングに使用された。2022年のロシアのウクライナ侵攻では、ウクライナの国境警備隊がロシア軍をののしるラジオ放送を流し、本作品との共通点が指摘された（ロシアの軍艦よ、くたばれを参照）。
本作品はウクライナとロシアの双方から文化的アイデンティティの一部であると主張されている。コサックは両国に存在した歴史的経緯があり、作者のレーピンは出身がウクライナで絵画の制作はロシアを中心に行なったためである。ロシアのウクライナ侵攻の影響により、メトロポリタン美術館などではレーピンをウクライナの画家として評価するようになった。

### 複製

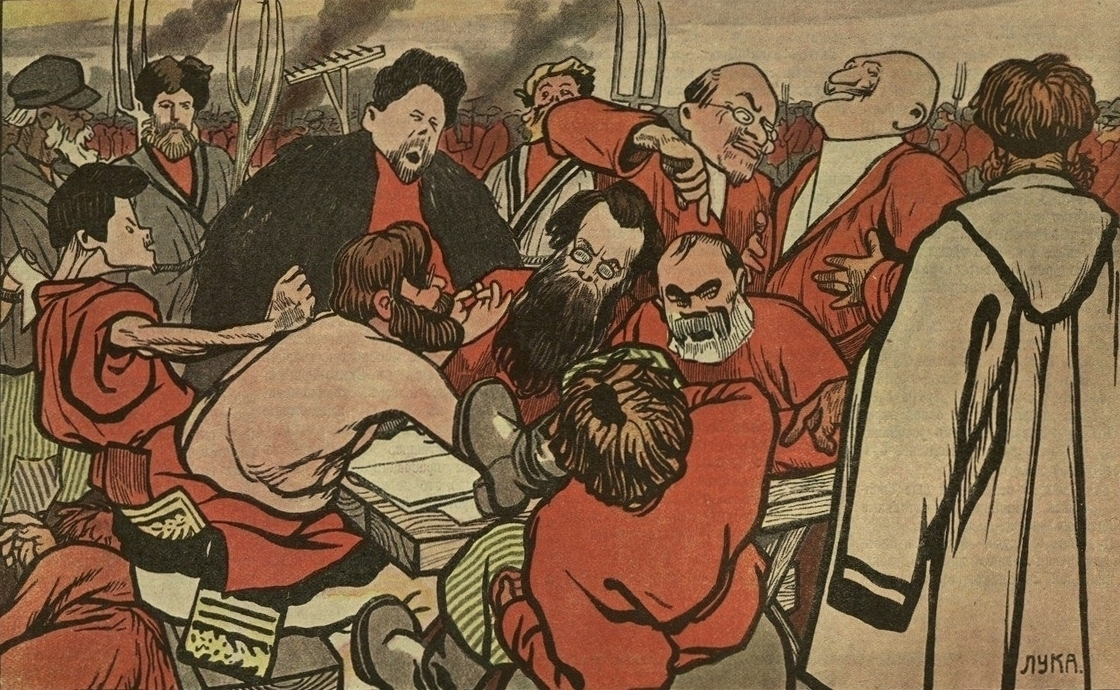
ピョートル・ストルイピンへ返信するドゥーマ議員(1907年)

本作品はウクライナで複製や模写が出回った。複製画としては、1919年に描かれた作者不明のものや、1938年にロシア美術館の原画をもとにV. オシーポフが複製したものがある。
1919年の複製はロシア内戦の最中に描かれており、カンヴァスや画材の状態が悪く、内戦中の物資不足によると推測される。満州鉄道の職員だった小原省五郎が入手したもので、世田谷区の旧小原省吾郎邸に所蔵されている。
1938年の複製画のうち1点は、サンクトペテルブルクのレストラン・セルギエフ・パッサートに飾られている。別の1点は、ヨシフ・スターリンが松岡洋右に贈ったのちに岸信介の所有となり、御殿場市に寄贈されて東山旧岸邸に展示されている。

### パロディ、オマージュ
ロシア文化においてよく知られた構図のひとつとされており、「ピョートル・ストルイピンへ返信するドゥーマ議員」（1907年）や「ジョージ・カーゾンへ手紙を書くソ連の指導者」（1923年）といった政治風刺のパロディが遺存している。
ゲームなどにおいても本作品はコサックの象徴、あるいは揶揄としてしばしば借用されており、『Europa Universalis IV』（2013年）や『Cossacks: European Wars』（2000年）といった作品において、作品をオマージュしたシーンや、背景、ロゴなどに構図が採用されている。
スルタンに手紙を書くコサックは、文芸や音楽においても作品の題材となっている。フランスの詩人ギヨーム・アポリネールは、本作品に着想を得て詩を書いた。ロシアの作曲家ドミートリイ・ショスタコーヴィチは、死をテーマにした交響曲第14番（1969年）の第8楽章にアポリネールの詩を取り入れた。ロシアの人々は交響曲第14番からレーピンの絵画を想起したが、ショスタコーヴィチは自分の音楽がレーピンの絵には似ていないと考えていた。また、ショスタコーヴィチは自分にアポリネールのような詩才があれば、スターリンに向けてそのような詩を書いただろうと述べている。
写真家のオレグ・パルチク（Олег Пальчик）は、2023年に本作品に似せてポーズを取ったウクライナ兵士の写真を撮り、『戦争の長さ』（Довжиною в війну）という写真展に使用した。写真家のエメリック・ルイセット（Émeric Lhuisset）は、ウクライナで見たメッセージに触発され、レーピンの絵画を現代的に再現することを考えた。尊厳の革命のデモにおけるプラカードや、ロシア侵攻による「ロシアの軍艦よ、くたばれ」のエピソードがきっかけとなった。ルイセットは数ヶ月をかけてウクライナ軍と交渉し、2023年に安全な地域で撮影した。兵士は本作品と同じ構図をとり、現代的な装備に置き換えられており、空中にはドローンが飛んでいる。ルイセットの写真はソーシャルメディアで発表されたあと、ウクライナ人に広く共有され、ウクライナ政府によって高く評価された。政府はロシア侵攻で起きている文化闘争を象徴するものとして、この写真をキーウに展示した。